# Coelomera jacobyi
Coelomera jacobyi es un coleóptero de la familia Chrysomelidae.
Fue descrita científicamente en 1923 por Bowditch.